# Confusions of a Nutzy Spy

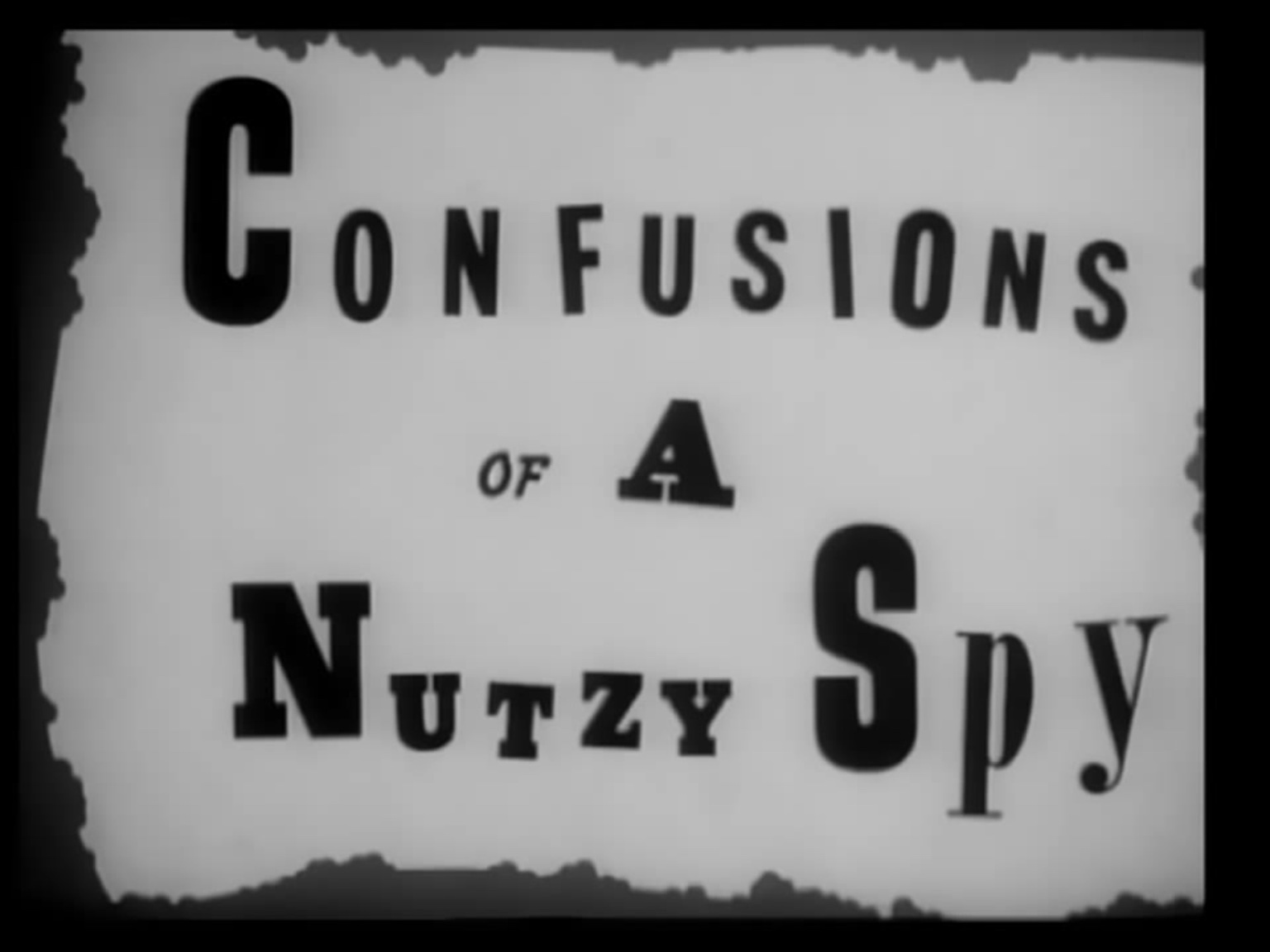
Carton-titre de Confusions of a Nutzy Spy.

Confusions of a Nutzy Spy est un cartoon réalisé par Norman McCabe, sorti le 23 janvier 1943 des Leon Schlesinger Studios.
Il met en scène Porky Pig et son chien limier Eggbert à la recherche d'un lynx anthropomorphe, espion nazi .

## Fiche technique
- Réalisation : Norman McCabe

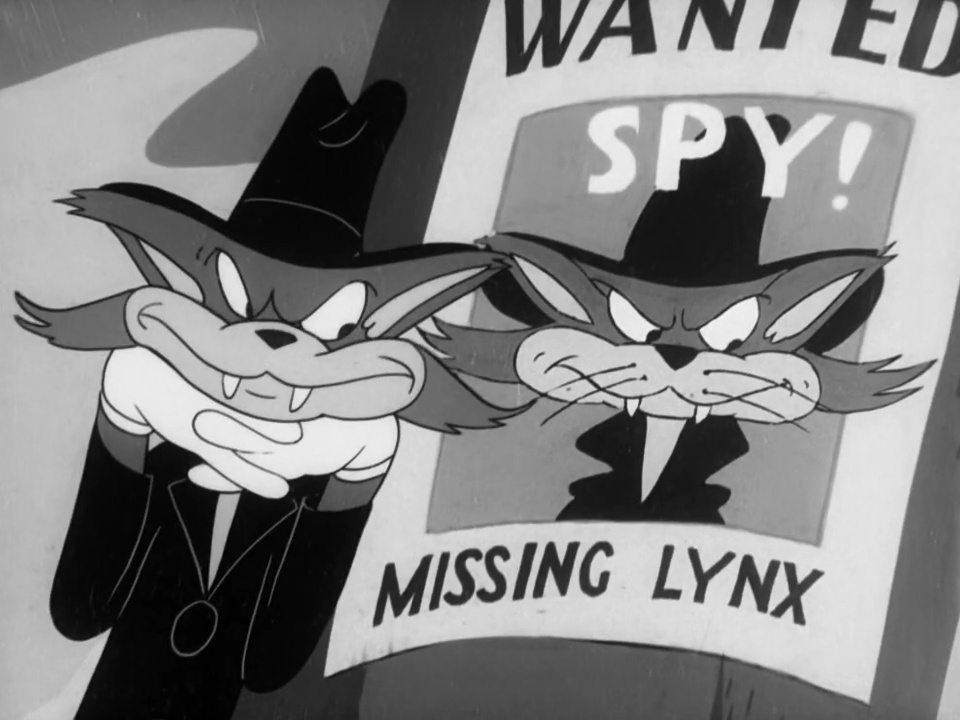
Le lynx du dessin animé.

- Scénario : Don Christensen et Phil Eastman (non crédité)
- Producteur : Leon Schlesinger
- Distribution : 1943 : Warner Bros. Pictures (cinéma) - Warner Home Video (2008) (USA) (DVD)
- Format : 1,37 :1,  35 mm, noir et blanc, son mono
- Musique : Carl W. Stalling (non crédité)
- Montage : Treg Brown (non crédité)
- Durée : 7 minutes
- Langue : anglais

### Animation

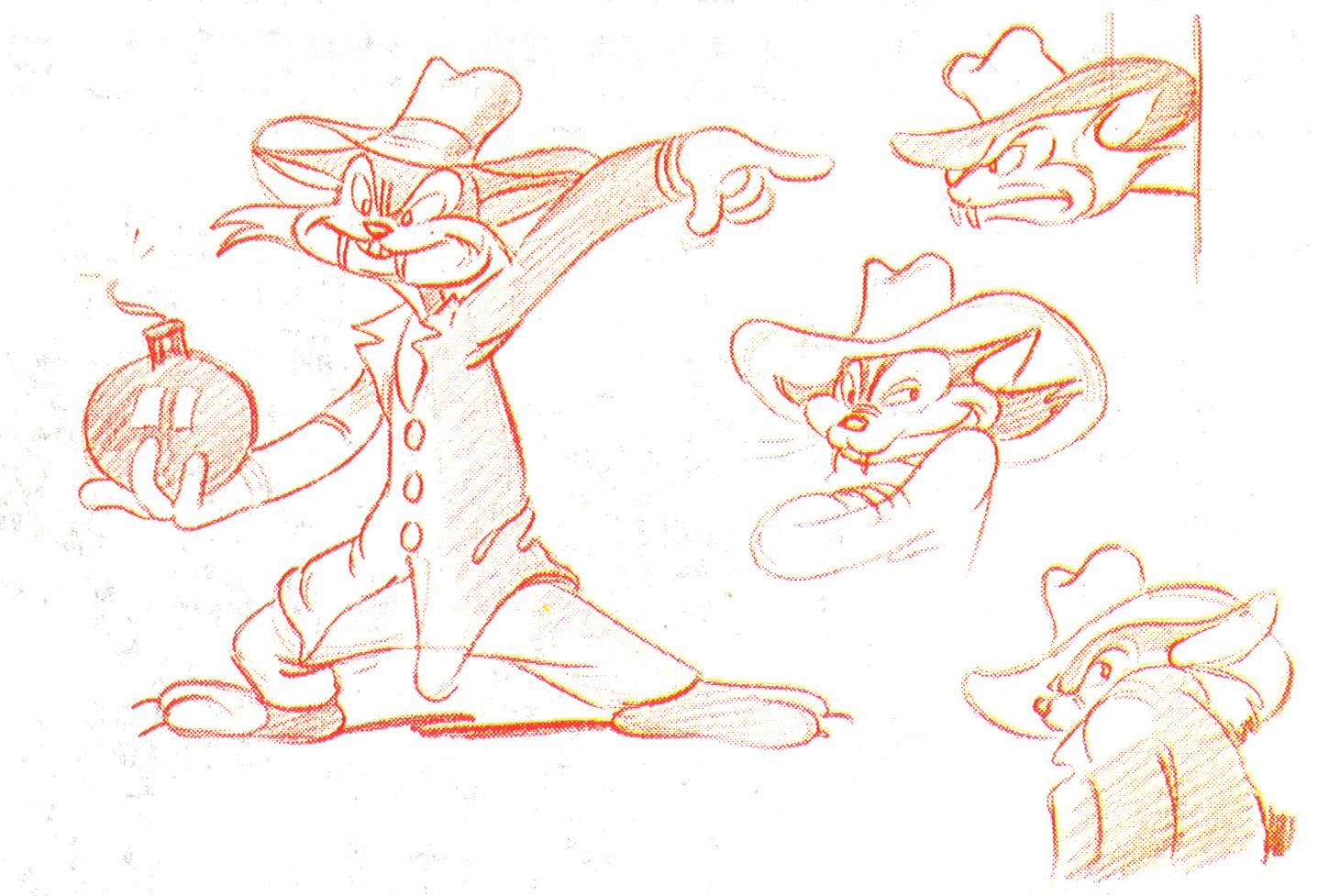
Feuille de modèle du personnage du lynx espion nazi.

- Izzy Ellis : animateur (nommé I. Ellis, seul crédité au générique)
- John Carey : animateur
- Cal Dalton : animateur
- Arthur Davis : animateur
- Ray Patin : animateur
- Melvin Milla : concepteur dessin des personnages
- David Hilberman : artiste arrière-plan

### Musique
- Carl W. Stalling, directeur de la musique (non crédité)
- Milt Franklyn, orchestration (non crédité)

## Distribution
Voix :
- Mel Blanc : Porky Pig / le chien Eggbert (tête d'œuf) / le lynx.